# Lodovico De Filippis
Lodovico De Filippis, appelé parfois Ludovico (né le 22 décembre 1915 à Ancône dans les Marches, et mort le 12 mars 1985 à  Palazzolo sull'Oglio), est un joueur de football italien, qui évoluait au poste de milieu de terrain latéral.

## Biographie
Durant sa carrière, De Filippis a au total disputé huit championnats de Serie A (en plus du championnat national 1945-1946) sous les couleurs de Bologne, de la Juventus (où il joue son premier match le 26 septembre 1937 au cours d'un succès 3-1 en championnat sur Bari), de Venise ainsi que de la Triestina et de Brescia, totalisant en tout 187 matchs et inscrivant 33 buts. 
Il a remporté un scudetto lors de la saison 1936-1937 avec l'équipe de Bologne, et ce pour seulement quatre matchs joués au club, ainsi qu'une Coppa Italia, lors de la saison 1937-1938 avec la Juve, inscrivant même un but lors de la finale retour contre le Torino.
Il a également disputé deux fois le championnat de Serie B avec Brescia et le Pro Sesto, inscrivant 16 buts en 58 matchs.

## Palmarès
| Bologne - Coupe d'Italie (1) : - Vainqueur : 1936-37. |  | Juventus - Coupe d'Italie (1) : - Vainqueur : 1937-38. - Championnat d'Italie : - Vice-champion : 1937-38. |